# Ligand (koordinacijska kemija)
V koordinacijski kemiji je ligand ion ali molekula (funkcionalna skupina), ki se veže na centralni kovinski atom in tvori koordinacijski kompleks. Vezava s kovino običajno poteka z doniranjem enega ali več elektronskih parov liganda, pogosto preko Lewisovih baz. Narava vezi kovina-ligand se lahko giblje od kovalentne do ionske. Poleg tega je lahko red vezi kovina-ligand med ena in tri. Na ligande gledamo kot na Lewisove baze, kljub temu, da so nekateri ligandi Lewisove kisline.
Kovine in polkovine so vezane na ligande v skoraj vseh okoliščinah, čeprav lahko plinasti »goli« kovinski ioni nastanejo v visokem vakuumu. Ligandi v kompleksu narekujejo reaktivnost centralnega atoma, vključno s hitrostjo substitucije ligandov, reaktivnostjo samih ligandov in redoks reakcijami. Izbira liganda zahteva kritično obravnavo na številnih praktičnih področjih, vključno z bioanorgansko in medicinsko kemijo, homogeno katalizo in okoljsko kemijo.
Ligande razvrščamo na več načinov, glede na naboj, velikost, lastnosti koordinajočega(-ih) atoma(-ov) in število kovini doniranih elektronov (dentatnost ali haptičnost). Velikost liganda je označena z njegovim kotom stožca.

## Zgodovina
Sestava koordinacijskih kompleksov, kot sta na primer barvilo prusko modro (železov(II,III) heksacianidoferat(II,III)) in modra galica (bakrov(II) sulfat), je znana že od zgodnjega 19. stoletja. Ključni preboj se je zgodil, ko je Alfred Werner uskladil formule in izomere. Med drugim je pokazal, da je formule mnogih spojin kobalta(III) in kroma(III) mogoče razumeti, če ima kovina šest ligandov v oktaedrski geometriji. Prva, ki sta uporabila izraz "ligand" sta bila Alfred Werner in Carl Somiesky v povezavi s kemijo silicija. Teorija omogoča razumevanje razlike med koordiniranim in ionskim kloridom v aminkobaltovih kloridih in razlago številnih prej nerazložljivih izomerov. Prvi koordinacijski kompleks, imenovan heksol, je Werner razdelil na optične izomere in s tem ovrgel teorijo, da je kiralnost nujno povezana z ogljikovimi spojinami.

## Ligandi močnega in šibkega polja
V splošnem se ligandi obravnavajo kot donorji elektronov, kovine pa kot akceptorji elektronov, tj. pari Lewisovih baz in Lewisovih kislin kjer prav tako elektroni prehajajo med dvema tipoma snovi. Ta opis je bil delno kvantificiran na številne načine, npr. model ECW. Pri razlagi vezave nam je v pomoč teorija molekulskih orbital..
Ligande in kovinske ione je mogoče razvrstiti na več načinov; en sistem razvrščanja se osredotoča na 'trdoto' liganda (glej tudi teorijo o trdih in mehkih kislinah oziroma bazah). Kovinski ioni raje vežejo določene ligande. Na splošno imajo 'trdi' kovinski ioni raje ligande s šibkim poljem, medtem ko 'mehki' kovinski ioni dajejo prednost ligandom z močnim poljem. V skladu s teorijo molekulskih orbital bi se energija  HOMO orbitale (»Highest Occupied Molecular Orbital« – najvišja zasedena molekulska orbitala) liganda, morala prekrivati  z energijo LUMO orbitale (»Lowest Unoccupied Molecular Orbital« -– najnižja nezasedena molekulska orbitala) kovine. Kovinski ioni, vezani na ligande z močnim poljem, sledijo principu izgradnje (principu Aufbau), medtem ko kompleksi, vezani na ligande s šibkim poljem, sledijo Hundovemu pravilu.
Vezava kovine z ligandi povzroči nastanek novihHOMO in LUMO orbital (orbitale, ki določajo lastnosti in reaktivnost nastalega kompleksa) in določeno urejenost 5d-orbital, ki je lahko polno ali delno zapolnjena z elektroni. V oktaedričnem okolju se sicer 5 degeneriranih d-orbital razdeli v dve skupini: tri nizkoenergijske in dve visokoenergijski orbitali (za podrobnejšo razlago glej teorijo kristalnega polja):
- 3 nizkoenergijske orbitale: dxy, dxz in dyz,
- 2 visokoenergijski orbitali: dz2 and dx2−y2.

Energijska razlika med tema dvema skupinama d-orbital se imenuje cepitveni parameter, Δo. Velikost Δo je določena s poljsko jakostjo liganda: ligandi z močnim poljem po definiciji povečajo Δo bolj, kot ligandi s šibkim poljem. Ligande je zdaj mogoče razvrstiti glede na velikost Δo (Tabela 1). Ta vrstni red ligandov je skoraj nespremenljiv za vse kovinske ione in se imenuje spektrokemijska vrsta.
Pri kompleksih s tetraedrično obliko se d-orbitale ponovno razdelijo v dve skupini, vendar tokrat v obratnem vrstnem redu:
- 2 nizkoenergijski orbitali: dz2 in dx2−y2,
- 3 visokoenergijske orbitale: dxy, dxz and dyz.

Energijska razlika med tema dvema skupinama d-orbital se zdaj imenuje Δt. Velikost Δt je manjša kot Δo, ker v tetraedričnem kompleksu samo 4 ligandi vplivajo na d-orbitale, medtem ko v oktaedričnem kompleksu na d-orbitale vpliva 6 ligandov. Ko koordinacijsko število ni niti oktaedrično niti tetraedrično, postane cepitev bolj zapletena. Za namene razvrščanja ligandov, pa so bile glavnega pomena lastnosti oktaedričnih kompleksov in posledično Δo.
Razporeditev d-orbital na centralnem atomu (kot je določena z 'močjo' liganda) ima močan učinek na skoraj vse lastnosti nastalih kompleksov. Na primer, energijske razlike v d-orbitalah močno vplivajo na optične absorpcijske spektre kovinskih kompleksov. Izkazalo se je, da valenčni elektroni, ki zasedajo orbitale s pomembnim 3 d-orbitalnim značajem, absorbirajo v območju spektra 400–800 nm (UV-vidno območje). Absorpcijo svetlobe, ki jo zaznavamo kot barvo, je mogoče s strani teh elektronov (z vzbujanjem elektronov iz ene orbitale v drugo orbitalo pod vplivom svetlobe) povezati z osnovnim stanjem kovinskega kompleksa, ki odraža vezne lastnosti ligandov. Relativna sprememba (relativne) energije d-orbital kot funkcija poljske jakosti ligandov je opisana v Tanabe–Sugano diagramih.
V primerih, ko ima ligand nizkoenergijsko LUMO, takšne orbitale prav tako sodelujejo pri vezavi. Vez kovina–ligand je mogoče dodatno stabilizirati s formalnim doniranjem elektronske gostote nazaj ligandu v procesu, znanem kot povratna vezava (»back-bonding«). V tem primeru polna orbitala, ki temelji na centralnem atomu, donira gostoto v LUMO (koordiniranega) liganda. Ogljikov monoksid je  najpogostejši primer liganda, ki s povratnim doniranjem veže kovine. Komplementarno lahko kot pi-donorji služijo tudi ligandi z nizkoenergijsko napolnjenimi orbitalami pi-simetrije.

## Razvrščanje ligandov kot L in X
V organokovinski kemiji so ligandi označeni s simboloma L in X (ali kot kombinacija teh dveh). Shema 
razvrščanja – ''CBC Method'', ki pomeni metoda razvrščanja glede na kovalentno vez, je postala bolj znana z M.L.H. Green-om. Metoda temelji na predpostavki, da obstajajo trije osnovni tipi ligandov, označeni s simboli L, X in Z, ki ustrezajo dvo-, eno- in nič elektronskim nevtralnim ligandom . Naslednja pomembna vrsta liganda je LX ligand, ki bi po prej omenjeni razlagi doniral tri elektrone, če bi bilo to potrebno.  Primer so alkoksi ligandi (znani tudi kot X ligandi). L ligande dobimo preko prekurzorjev z nevtralnim nabojem. Primeri le-teh so amini, fosfini, CO, N2 in alkeni. X ligandi nastanejo preko anionskih prekurzorjev, kot je npr. klorid, vendar vključujejo ligande, katerih anionske soli pravzaprav ne obstajajo (npr. hidrid in alkil). Tako IrCl(CO)(PPh3)2 kompleks uvrščamo med MXL3 komplekse, pri čemer so CO in PPh3 označeni kot Ls ligandi. Z oksidativno adicijo H2 na IrCl(CO)(PPh3)2 nastane produkt ML3X3 z 18e-. EDTA4- sodi med L2X4 ligande, saj vsebuje štiri anione in ima dve nevtralni donorski mesti. Cp (ciklopentadienil) sodi med L2X ligande. 

## Polidentatni in polihapto ligandni motivi ter nomenklatura

### Vezavnost
Vezavnost (oznaka je κ pove, kolikokrat se ligand veže na kovino preko nesosednjih donorskih mest. Mnogo ligandov je sposobnih vezave na kovinski ion na več različnih mestih, saj imajo ligandi navadno proste elektronske pare na več kot enem atomu. S pojmom kelat označujemo ligande, ki se vežejo preko več kot enega atoma. Ligand, vezan na dveh mestih je bidentatni, na treh pa tridentatni. ‘’Ugrizni kot’’ je kot med dvema vezema bidentatnega kelata. Kelatni ligandi običajno nastanejo s povezovanjem donorskih skupin preko ‘’organskih povezovalcev’’. Tipičen bidentatni ligand je etilendiamin, pri čemer sta dve aminski skupini vezani na etilensko (-CH2CH2-) verigo. Primer polidentatnega liganda je heksadentatni kelatni reagent EDTA, ki se preko šestih vezavnih mest veže na kovino. Kolikokrat se polidentatni ligand veže na kovinski center pove oznaka ‘’κn’’, kjer n predstavlja število mest, preko katerih se ligand veže na kovino. EDTA4-, heksidentat, se veže kot κ6-ligand, pri čemer si aminske skupine in karboksilatni atomi kisika niso sosedje. V praksi n vrednost liganda ni eksplicitno dokazana, vendar gre bolj za domnevo. Vezavna afiniteta kelatnega sistema je odvisna od kelatnega kota ali ‘’ugriznega kota’’.
Kompleksi s polidentatnimi ligandi se imenujejo kelatni kompleksi, ki so navadno stabilnejši kot kompleksi z monodentatnimi ligandi. Vzrok za povečano stabilnost in kelatni efekt je verjetno entropija, ki favorizira menjavo več ligandov z enim polidentatnim ligandom. S kelatnim efektom je povezan tudi makrociklični efekt. Velik makrocikličen ligand vsaj deloma obdaja centralni atom in se nanj veže, pri čemer se centralni atom nahaja v sredini tega velikega obroča. Večja kot je dentatnost in bolj kot je ligand tog, bolj inerten makrocikličen kompleks nastane. Dober primer je hem: železov atom se nahaja v središču porfirinskega makrocikla, povezan s štirimi dušiki tetrapirolnega makrocikla. Stabilen nikljev kompleks dimetilglioksimata je sintetični makrocikel, pripravljen iz dimetilglioksimskega aniona. 

### Haptičnost
Haptičnost η predstavlja število sosednjih atomov, ki tvorijo donorsko mesto in se vežejo na centralni kovinski atom. Butadien tvori komplekse η2 in η4, odvisno od števila ogljikovih atomov, ki so vezani na kovino.

## Vrste ligandov

### Trans-vezni ligandi
So bidentatni ligandi, ki se lahko koordinirajo na nasprotnih straneh koordinacijskega kompleksa.

### Ambidentatni ligand
Za razliko od polidentatnih ligandov se ambidentatni ligandi lahko na centralni atom vežejo na dveh mestih. Dober primer je tiocianat, SCN-, ki se lahko veže preko žveplovega ali dušikovega atoma. Pri takih spojinah se pojavi vezna izomerija. Polifunkcionalni ligandi, predvsem proteini, se na kovinski center lahko vežejo preko različnih atomov ligandov, pri čemer tvorijo različne izomere. 

### Mostovni ligand
Mostovni ligand povezuje dva ali več kovinskih centrov. Skoraj vse trdne anorganske snovi z enostavnimi formulami so koordinacijski polimeri, sestavljeni iz centralnih kovinskih ionov, povezanih z mostovnimi ligandi. Ta skupina spojin vključuje vse brezvodne binarne kovinsko ionske halogenide in psevdohalogenide. Mostovni ligandi so stabilni tudi v raztopini. Večatomski ligandi, kot je npr. karbonat, so ambidentatni in se posledično lahko hkrati vežejo na dva ali tri kovinske atome. Atome, ki premostijo kovinske atome, se občasno označuje s predpono ''µ''. Večina trdnih anorganskih spojin je polimerov, saj vsebujejo več mostovnih ligandov. Mostovni ligandi, ki lahko koordinirajo več kovinskih ionov, so zanimivi predvsem z vidika možnosti uporabe kot gradnikov za sintezo funkcionalnih multikovinskih spojin.

### Dvojedrni ligand
Dvojedrni ligandi vežejo dva kovinska iona. Navadno vsebujejo mostovne ligande, kot so fenoksid, pirazolat ali pirazin ter ostale donorske skupine, ki se vežejo na le enega od dveh kovinskih  ionov. 

### Kovina-ligand multipla vez
Nekateri ligandi se lahko na kovinski center vežejo preko istega atoma, vendar z različnim številom prostih elektronskih parov. Red vezi med kovino in ligandom se lahko razlikuje z njunim medsebojnim kotom (M-X-R). Vezni kot je lahko linearen ali upognjen. Imido ligand ima na primer v ionski obliki tri proste elektronske pare. En par predstavlja sigma X donor, druga dva pa sta na voljo kot L-pi donorja. Če oba prosta elektronska para sodelujeta pri nastanku pi-vezi, je geometrija M-N-R linearna. Če pa sta eden ali oba prosta elektronska para nevezna, je vez M-N-R upognjena. Velikost upogiba pove, koliko je pi-vezi. η1-dušikov oksid je na kovinski center lahko koordiniran linearno ali pa je upognjen.

### Ligand opazovalec
Je tesno koordiniran polidentatni ligand, ki ne sodeluje v kemijskih reakcijah, ampak zaseda aktivna mesta na kovini. Taki ligandi vplivajo na reaktivnost kovinskega centra, na katerega so vezani.

### Veliki ligandi
Veliki ligandi se uporabljajo za nadzor steričnih lastnosti centralnega kovinskega  atoma. Uporabljajo se iz številnih razlogov, tako praktičnih kot akademskih. S praktične strani vplivajo na selektivnost kovinskih katalizatorjev, npr. pri hidroformilaciji. Akademsko zanimivo je, da masivni ligandi stabilizirajo nenavadna koordinacijska mesta, npr. reaktivne koligande ali nizka koordinacijska števila. Pogosto se uporabljajo za simulacijo sterične zaščite, ki jo proteini zagotavljajo aktivnim mestom, ki vsebujejo kovine. Preveliko sterično oviranje lahko prepreči koordinacijo določenih ligandov.

### Kiralni ligandi
Kiralni ligandi so uporabni za vpeljavo asimetrije znotraj koordinacijske sfere. Pogosto se ligand uporablja kot optično čista skupina. V nekaterih primerih, npr. pri sekundarnih aminih, se asimetrija pojavi šele pri koordinaciji. Kiralni ligandi se uporabljajo v homogeni katalizi, npr. pri asimetričnem hidrogeniranju.

### Delno stabilni ligandi
Delno stabilni ligandi vsebujejo vsaj dve elektronsko različni skupini, ki se lahko koordinirata in tvorita komplekse, kjer se ena od teh zlahka dekoordinira iz kovinskega središča, medtem ko druga ostane trdno vezana. Ugotovljeno je bilo, da taki ligandi povečajo reaktivnost katalizatorjev v primerjavi z bolj tradicionalnimi ligandi. 

### Ne-nedolžni ligandi
Ne-nedolžni ligandi se vežejo s kovinami na tak način, da je porazdelitev elektronske gostote med kovinskim centrom in ligandom nejasna. Opisovanje vezave ne-nedolžnih ligandov pogosto vključuje risanje več resonančnih oblik, ki delno prispevajo k celotnemu stanju.

## Pogosti ligandi
Skoraj vsaka molekula in vsak ion lahko služi kot ligand za (ali "koordinira") kovine. Skoraj vsi anioni in preproste Lewisove baze so monodentatni ligandi. Tako so halogenidi in psevdohalogenidi pomembni anionski ligandi, medtem ko so amonijak, ogljikov monoksid in voda še posebej pogosti nevtralni ligandi (brez naboja). Zelo pogoste so tudi preproste organske zvrsti, ne glede na to, ali so anionske (RO− in RCO2−) ali nevtralne (R2O, R2S, R3-xNHx in R3P). Sterične lastnosti nekaterih ligandov so ovrednotene glede na njihove kote stožca (stožec je narisan tako, da je vrh pri centralnemu atomu, vsi atomi liganda pa so znotraj stožca).
Poleg klasičnih Lewisovih baz in anionov so ligandi tudi vse nenasičene molekule. Te uporabljajo svoje pi elektrone pri oblikovanju koordinatnih vezi. Kovine se lahko vežejo tudi na σ vezi na primer v silanih, ogljikovodikih in vodiku.
V kompleksih ne-nedolžnih ligandov je ligand vezan na kovine preko običajnih vezi, vendar je ligand tudi redoks-aktiven.

### Primeri pogostih ligandov (razvrščeni po jakosti polja)
V spodnji tabeli so ligandi razvrščeni po jakosti polj (najprej šibkejši): 
| Ligand                                          | formula (vezavni atom(i) napisani krepko) | Naboj             | Najbolj pogosta dentatnost                          | Opombe                                                                                  |
| Jodid (jodo)                                    | I−                                        | enkrat negativen  | monodentaten                                        |                                                                                         |
| Bromid (bromido)                                | Br−                                       | enkrat negativen  | monodentaten                                        |                                                                                         |
| Sulfid (tio ali manj pogosto "mostovni tiolat") | S2−                                       | dvakrat negativen | monodentaten (M=S) ali bidentaten mostovni (M−S−M') |                                                                                         |
| Tiocianat (S-tiocianato)                        | S−CN−                                     | enkrat negativen  | monodentaten                                        | ambidentaten (glej tudi izotiocianate, spodaj)                                          |
| Klorid (klorido)                                | Cl−                                       | enkrat negativen  | monodentaten                                        | Tudi kot mostovni ligand                                                                |
| Nitrat (nitrato)                                | O−NO2−                                    | enkrat negativen  | monodentaten                                        |                                                                                         |
| Azid (azido)                                    | N−N2−                                     | enkrat negativen  | monodentaten                                        | Zelo strupen                                                                            |
| Fluorid (fluoro)                                | F−                                        | enkrat negativen  | monodentaten                                        |                                                                                         |
| Hidroksid (hidroksido)                          | O−H−                                      | enkrat negativen  | monodentaten                                        | Pogosto tudi kot mostovni ligand                                                        |
| Oksalat (oksalato)                              | [O−CO−CO−O]2−                             | dvakrat negativen | bidentaten                                          |                                                                                         |
| Voda (akva)                                     | O−H2                                      | nevtralen         | monodentaten                                        |                                                                                         |
| Nitrit (nitrito)                                | O−N−O−                                    | enkrat negativen  | monodentaten                                        | ambidentaten (glej tudi nitro)                                                          |
| Izotiocianat (izotiocianato)                    | N=C=S−                                    | enkrat negativen  | monodentaten                                        | ambidentaten (glej tudi tiocianat, zgoraj)                                              |
| Acetonitril (acetonitrilo)                      | CH3CN                                     | nevtralen         | monodentaten                                        |                                                                                         |
| Piridin (py)                                    | C5H5N                                     | nevtralen         | monodentaten                                        |                                                                                         |
| Amonijak (amino, amin)                          | NH3                                       | nevtralen         | monodentaten                                        |                                                                                         |
| Etilendiamin (en)                               | NH2−CH2−CH2−NH2                           | nevtralen         | bidentaten                                          |                                                                                         |
| 2,2'-Bipiridin (bipy)                           | NC5H4−C5H4N                               | nevtralen         | bidentaten                                          | Zlahka ga reduciramo do (radikalskega) aniona ali celo do dvakrat negativnega iona      |
| 1,10-Fenantrolin (fen)                          | C12H8N2                                   | nevtralen         | bidentaten                                          |                                                                                         |
| Nitrit (nitro)                                  | N−O2−                                     | enkrat negativen  | monodentaten                                        | ambidentaten (glej tudi nitrito)                                                        |
| Trifenilfosfin                                  | P−(C6H5)3                                 | nevtralen         | monodentaten                                        |                                                                                         |
| Cianid (ciano)                                  | C≡N− N≡C−                                 | enkrat negativen  | monodentaten                                        | Lahko vzpostavi most med kovinami (obe kovini vezani na C, ali pa ena na C in ena na N) |
| Ogljikov monoksid (karbonil)                    | –CO, drugo?                               | nevtralen         | monodentaten                                        | Lahko vzpostavi most med kovinami (v tem primeru sta obe vezani na C)                   |

Vnosi v tabeli so razvrščeni po poljski jakosti, glede na vezavo preko navedenega atoma (tj. kot terminalni ligand). 'Moč' liganda se spremeni, ko se ligand veže na alternativni način (npr. ko tvori most med kovinami) ali ko se konformacija liganda popači (npr. linearni ligand, ki je zaradi steričnih interakcij prisiljen v vezavo na nelinearen način).

### Drugi pogosti ligandi (po abecedi)
V spodnji tabeli so drugi pogosti ligandi, razvrščeni po abecedi. 
| Ligand                                                            | formula (vezavni atom(i) napisani krepko)  | Naboj               | Najbolj pogosta dentatnost | Opombe |
| Acetilacetonat (acac)                                             | CH3−CO−CH2−CO−CH3                          | enkrat negativen    | bidentaten                 | V glavnem bidentaten, vezan preko obeh kisikov, včasih pa se veže tudi samo preko centralnega ogljika, glej tudi analogne ketiminske analoge                                                                 |
| Alkeni                                                            | R2C=CR2                                    | nevtralen           |                            | Spojine z dvojno vezjo C=C |
| Aminopolikarboksilne kisline (APCAs)                              |                                            |                     |                            | |
| BAPTA (1,2-bis(o-aminofenoksi)etan-N,N,N',N'-tetraocetna kislina) |                                            |                     |                            | |
| Benzen                                                            | C6H6                                       | nevtralen           |                            | in drugi aromati |
| 1,2-Bis(difenilfosfino)etan (dppe)                                | (C6H5)2P−C2H4−P(C6H5)2                     | nevtralen           | bidentaten                 | |
| 1,1-Bis(difenilfosfino)metan (dppm)                               | (C6H5)2P−CH2−P(C6H5)2                      | nevtralen           |                            | Lahko se veže na dva kovinska atoma naenkrat in s tem tvori dimere |
| Korol (aromatski tetrapirol)                                      |                                            |                     | tetradentaten              | |
| Kronski etri                                                      |                                            | nevtralen           |                            | Primarno za alkalijske in zemeljskoalkalijske kovinske katione |
| 2,2,2-kriptand                                                    |                                            |                     | heksadentaten              | Primarno za alkalijske in zemeljskoalkalijske kovinske katione |
| Kriptand                                                          |                                            | nevtralen           |                            | |
| Ciklopentadienil (Cp)                                             | C5H5-                                      | enkrat negativen    |                            | Čeprav je enkrat negativno nabit glede na zasedene molekulske orbitale, se lahko obnaša kot tridentatni ligand.                                                                                              |
| Dietilentriamin (dien)                                            | C4H13N3                                    | nevtralen           | tridentaten                | V sorodu s TACN-om, vendar je lahko za razliko od TACN-a tudi v mer obliki |
| Dimetilglioksimat (dmgH−)                                         |                                            | enkrat negativen    |                            | |
| 1,4,7,10-tetraazaciklododekan-1,4,7,10-tetraocetna kislina (DOTA) |                                            |                     |                            | |
| Dietilentriaminpentaocetna kislina (DTPA) (pentetična kislina)    |                                            |                     |                            | |
| Etilendiamintetraocetna kislina (EDTA) (edta4−)                   | (−OC−CH2)2N−C2H4−N(CH2-CO−)2               | štirikrat negativen | heksadentaten              | |
| Etilendiamintriacetat                                             | −OC−CH2NH−C2H4−N(CH2-CO−)2                 | trikrat negativen   | pentadentaten              | |
| Etilenglikolbis(oksietilennitrilo)tetraacetate (egta4−)           | (−OC−CH2)2N−C2H4−O−C2H4−O−C2H4−N(CH2−CO−)2 | štirikrat negativen | oktadentaten               | |
| Fura-2 (aminopolikarboksilna kislina)                             |                                            |                     |                            | |
| Glicinat (glicinato)                                              | NH2CH2CO−                                  | enkrat negativen    | bidentaten                 | Ostali α-amino kislinski anioni so primerljivi (ampak kiralni) |
| Hem                                                               |                                            | dvakrat negativen   | tetradentaten              | Makrociklični ligand |
| Iminodiocetna kislina (IDA)                                       |                                            |                     | tridentaten                | Obširno se uporablja za izdelavo radiosledilnikov za scintigrafijo s kompleksiranjem metastabilnega radioaktivnega nuklida tehnecij-99m. Pri holescintigrafiji se uporabljajo HIDA, BrIDA, PIPIDA in DISIDA. |
| Nikotianamin                                                      |                                            |                     |                            | Vseprisoten v višjih rastlinah |
| Nitrozil                                                          | NO+                                        | Enkrat pozitiven    |                            | upognjen (1e−) in linearni (3e−) način vezave |
| Nitrilotriocetna kislina (NTA)                                    |                                            |                     |                            | |
| Okso                                                              | O2−                                        | Dvakrat negativen   | monodentaten               | Včasih mostovni |
| Pirazin                                                           | N2C4H4                                     | nevtralen           | ditopični                  | Včasih mostovni |
| Škorpijonski                                                      |                                            |                     | tridentaten                | |
| Sulfit                                                            | O−SO22− S−O32−                             | enkrat negativen    | monodentaten               | ambidentaten |
| 2,2';6',2″-Terpiridin (terpy)                                     | NC5H4−C5H3N−C5H4N                          | nevtralen           | tridentaten                | samo meridionalna vez |
| Triazaciklononan (tacn)                                           | (C2H4)3(NR)3                               | nevtralen           | tridentaten                | makrociklični ligand; glej tudi N,N′,N″-trimetiliran analog |
| Tricikloheksilfosfine                                             | P(C6H11)3 ali PCy3                         | nevtralen           | monodentaten               | |
| Trietilentetraamin (trien)                                        | C6H18N4                                    | nevtralen           | tetradentaten              | |
| Trimetilfosfin                                                    | P(CH3)3                                    | nevtralen           | monodentaten               | |
| Tris(o-tolil)fosfin                                               | P(o-tolil)3                                | nevtralen           | monodentaten               | |
| Tris(2-aminoetil)amin (tren)                                      | (NH2CH2CH2)3N                              | nevtralen           | tetradentaten              | |
| Tris(2-difenilfosfinetil)amin (np3)                               |                                            | nevtralen           | tetradentaten              | |
| Tropilij                                                          | C7H 7+                                     | Enkrat pozitiven    |                            | |
| Ogljikov dioksid                                                  | –CO2, drugi                                | nevtralen           |                            | glej kovinski kompleks z ogljikovim dioksidom |
| Fosforjev trifluorid (trifluorofosfor)                            | –PF3                                       | nevtralen           |                            | |

## Izmenjava liganda
Izmenjava liganda (tudi substitucija liganda) je vrsta kemijske reakcije, pri kateri se ligand v spojini nadomesti z drugim. Ena vrsta substitucijske poti je od liganda odvisna pot. V organokovinski kemiji lahko to poteka z asociativno substitucijo ali z disociativno substitucijo.

## Baza podatkov o vezavi ligand-protein
BioLiP[14] je obsežna zbirka podatkov o interakcijah ligand–protein s 3D strukturo interakcij ligand–protein, vzeta iz Protein Data Bank. MANORAA je spletni strežnik za analizo ohranjene in diferencialne molekularne interakcije liganda v kompleksu s homologi beljakovinske strukture iz Protein Data Bank. Na strežniku lahko vidimo način vezave s tarčnimi beljakovinami (npr. njihovo lokacijo v biokemičnih poteh), z enonukleotidnimi polimorfizmi (SNP) in z izhodiščnimi ekspresijami beljakovin/RNA v ciljnem organu.